# Loma Bonita, Motozintla
Loma Bonita är en ort i Mexiko.   Den ligger i kommunen Motozintla och delstaten Chiapas, i den sydöstra delen av landet, 900 km sydost om huvudstaden Mexico City. Loma Bonita ligger 2 054 meter över havet och antalet invånare är 209.
Terrängen runt Loma Bonita är bergig åt nordväst, men åt sydost är den kuperad. Runt Loma Bonita är det ganska tätbefolkat, med 78 invånare per kvadratkilometer. Närmaste större samhälle är Motozintla de Mendoza, 8,7 km öster om Loma Bonita. Omgivningarna runt Loma Bonita är en mosaik av jordbruksmark och naturlig växtlighet.